# Kårefallet
Kårefallet är ett berg i Antarktis. Det ligger i Östantarktis. Norge gör anspråk på området. Toppen på Kårefallet är 473 meter över havet.
Terrängen runt Kårefallet är kuperad åt sydost, men åt nordväst är den platt. Trakten är obefolkad. Det finns inga samhällen i närheten. 